# Куртмак
Куртма́к — малая река в центральной части Челябинской области России. Правый приток реки Коелга (бассейн Тобола). Длина — 13 км.

## Течение
Берёт начало из болота Куртмак у села Калиновка в Чебаркульском районе. Втекает в пруд на реке Коелга на территории того же района.

## Населённые пункты
На реке расположены: посёлки Калиновка и Колотовка.

## Использование
Для водоснабжения посёлков на речке построены 2 пруда.

## Данные водного реестра
По данным государственного водного реестра России относится к Иртышскому бассейновому округу, водохозяйственный участок реки — Увелька, речной подбассейн реки — Тобол. Речной бассейн реки — Иртыш.
Код объекта в государственном водном реестре — 14010500112111200001087.